# Балка Городище (заказник)
Балка Городище — ландшафтний заказник місцевого значення. Заказник розташований поблизу сіл Привовчанське та Троїцьке Павлоградського району Дніпропетровської області.
Площа заказника — 1053,58 га, створений у 2008 році.